# Løjt IF
Løjt Idrætsforening (eller blot Løjt IF) er en idrætsforening i Løjt Kirkeby. Foreningen blev stiftet i 1932.